# Titularbistum Canopus
Canopus (ital.: Canopo) war ein Titularbistum der römisch-katholischen Kirche.
Es geht zurück auf ein untergegangenes Bistum der antiken Stadt Kanopus in der Provinz Alexandria in Ägypten.
| Titularbischöfe von Canopus (hist.) |                                         |                                                          |                    |                   |
| Nr.                                 | Name                                    | Amt                                                      | von                | bis               |
| 1                                   | Louis René Édouard de Rohan-Guéméné     | Koadjutorbischof von Straßburg (Frankreich)              | 24. März 1760      | 11. März 1779     |
| 2                                   | Jean-Gabriel d’Agay                     | Koadjutorbischof in Perpignan-Elne (Frankreich)          | 20. September 1779 | 1. März 1783      |
| 3                                   | Antoine Casimir Libere de Stockem       | Weihbischof in Lüttich (Belgien)                         | 3. Dezember 1792   | 27. August 1811   |
| 4                                   | Adalbert von Pechmann                   | Weihbischof in Passau (Deutschland)                      | 24. Mai 1824       | 9. März 1860      |
| 5                                   | Lodovico Maria (dei Conti) Besi         | Apostolischer Vikar von Scian-Ton Settentrionale (China) | 3. September 1839  | 8. September 1871 |
| 6                                   | Carlo de Caprio                         | Koadjutorbischof von Mileto (Italien)                    | 3. April 1876      | 13. Dezember 1880 |
| 7                                   | Inocencio María Yéregui                 | Weihbischof in Montevideo (Uruguay)                      | 13. Mai 1881       | 22. November 1881 |
| 8                                   | Nicholas Aloysius Gallagher             | Apostolischer Administrator von Galveston (Texas) (USA)  | 10. Januar 1882    | 16. Dezember 1892 |
| 9                                   | Ferdinando Maria Cieri                  | Koadjutorbischof von Sant’Agata de’ Goti (Italien)       | 12. Juni 1893      | 22. Januar 1899   |
| 10                                  | Antonio Padovani                        | Weihbischof in Cremona (Italien)                         | 29. April 1909     | 1914              |
| 11                                  | Adolfo Turchi                           | emeritierter Bischof von Caiazzo (Italien)               | 8. September 1914  | 17. Juli 1918     |
| 12                                  | Auguste-Ernest-Désiré-Marie Gaspais MEP | Apostolischer Vikar von Nordmandschurei (China)          | 16. Dezember 1920  | 11. April 1946    |